# Ettore Tolomei

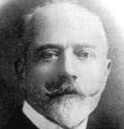
Ettore Tolomei

Ettore Tolomei (Rovereto, 16 augustus 1865 - Rome, 25 mei 1952) was een Italiaans nationalist. Hij was groot voorstander van een Oostenrijks-Italiaanse grens ter hoogte van de Brennerpas en voorvechter bij de italianisering van Zuid-Tirol. In Italië wordt hij vaak als patriot beschouwd. Door voorstanders van het  Tirools nationalisme wordt hij echter betiteld als Totengräber Südtirols,  doodgraver van Zuid-Tirol, en Ortsnamensfälscher, plaatsnaamvervalser, omdat hij zich na de annexatie van Zuid-Tirol door Italië in 1919 inzette voor de vertaling van alle Duitse plaatsnamen in het gebied.

## Leven
Tolomei werd geboren in Rovereto, toen deze plaats nog in de regio Welsch-Tirol en dus in de Donaumonarchie gelegen was. Rovereto ligt inmiddels in de Italiaanse provincie Trente. Tolomei kwam uit een Italiaanse familie die naar Trente was verhuisd.
Tijdens zijn studies geografie, geschiedenis, taalwetenschappen en literatuur in Florence en Rome werd hij voorvechter van de stelling, dat het toebehoren van de staat volgens de waterscheiding en afwatering zou moeten geschieden. In 1890 werd Tolomei uitgever van het nationalistische Italiaanse tijdschrift La Nazione Italiana. 
Vanaf 1901 begon hij met zijn streven om Zuid-Tirol bij het Italiaanse koninkrijk in te lijven. Dit deed hij vooral blijken door zijn vertalingen van de Zuid-Tiroolse plaatsnamen in het Italiaans, om te bewijzen dat het gebied een sterk Italiaans karakter had. In 1904 beklom hij de Glockenkarkopf in het achterste deel van het Tauferer Ahrntal (Ital.: Valle Aurina), een zijdal van het Pustertal. Alhoewel de berg reeds in 1895 voor het eerst beklommen, wees Tolomei zichzelf aan als eerste beklimmer van de berg en noemde de berg Vetta d'Italia, lett. "bergtop van Italië". Ook dit gegeven gebruikte hij na de Eerste Wereldoorlog om te bewijzen dat het gebied oorspronkellijk Italiaans was. In 1906 richtte hij het Archivio per l'Alto Adige op, dat zetelde in Glen (frazione van Montan) in het Zuid-Tiroler Laagland.
Na het uitbreken van de Eerste Wereldoorlog verhuisde Tolomei naar Rome en werkte als vrijwilliger voor de Italiaanse generale staf nadat Italië in 1915 Oostenrijk de oorlog verklaarde. In 1916 werd hij hoofdverantwoordelijke voor de samenstelling van de Prontuario dei nomi locali dell'Alto Adige. Na het einde van de oorlog begon hij, zodra Zuid-Tirol aan Italië was toebedeeld, als leider van het Commissariato Lingua e Cultura per l'Alto Adige (Commissariaat voor taal en cultuur voor Zuid-Tirol) zijn eerste italianiseringsmaatregelen door te voeren. Nadat in 1922 de fascisten onder leiding van Benito Mussolini de macht in Italië hadden gegrepen, kreeg Tolomei ruim baan om zijn assimilatie van de Zuid-Tiroler bevolking door te zetten. Zo verbood hij Duitstalig onderwijs en begon hij zelfs voor- en achternamen van bewoners in het Italiaans te vertalen. Toen uiteindelijk bleek dat deze maatregelen geen effect hadden, propageerde Tolomei gedwongen verhuizing van de Duitstalige bevolking naar Duitsland. In 1939 kwamen Adolf Hitler en Benito Mussolini uiteindelijk de Option overeen, die de Zuid-Tirolers voor de keuze stelde vrijwillig te emigreren of de assimilatie te ondergaan.
Toen in 1943 het Duitse leger het noorden van Italië binnenmarcheerde, werd Tolomei door de Duitse Wehrmacht gevangengenomen en opgesloten in een concentratiekamp in het Thüringer Woud. Toen hij in 1945 werd bevrijd, overhandigde hij zijn Archivio per l'Alto Adige aan zijn leerling en assistent Carlo Battisti. Hij hield zijn titel van Senator, die hij tijdens het bewind van Mussolini had gekregen. Na zijn dood in 1952 werd hij door de Italiaanse staat vereerd met een staatsbegrafenis. Als symbool voor de Italiaanse onderdrukking, werd zijn geboortehuis in 1961 door de radicale Befreiungsausschuss Südtirol opgeblazen.
De ruim 8000 Italiaanstalige plaatsnamen die hij pseudowetenschappelijk introduceerde, zijn nog steeds de officiële plaatsnamen in de provincie Bozen-Zuid-Tirol. De originele Duitse en Ladinische plaatsnamen gelden slechts als equivalenten naast de Italiaanse.